# John B. Gurdon
Sir John Bertrand Gurdon (Dippenhall, 2 d'octubre de 1933) és un biòleg anglès, especialitzat en la biologia del desenvolupament. Se'l coneix sobretot arran de la seva recerca pionera als àmbits del trasplantament nuclear i de la clonació.
El 2009 rebé el Premi Lasker i 2012 fou guardonat, ex aequo amb el metge japonès Shinya Yamanaka, amb el premi Nobel de fisiologia y medicina, per haber descobert com es poden reprogramar les cèl·lules madures perquè es converteixin en cèl·lules pluripotencial's.